# Lignophyta
Los lignofitos (Lignophyta) son un clado de las plantas vasculares que se caracteriza por el desarrollo del tejido leñoso o madera y es ancestral de las progimnospermas y de las plantas con semillas (Spermatophyta). El desarrollo del tejido leñoso se debe a la mayor síntesis de celulosa y de lignina, lo que permite estructuras rígidas y mayor soporte al sistema vascular, desarrollándose árboles de varios metros de altura a fines del Devónico.
Sin embargo, la característica más distintiva es el desarrollo del floema secundario, el cual es producido por el cámbium vascular bifacial, así como el meristemo secundario que constituye la peridermis. En un comienzo las lignofitas no tenías hojas al igual que las trimerofitas ancestrales y luego se desarrollaron hojas primitivas pequeñas en los ancestros de las espermatofitas.

## Radiatopses y Lignophyta
Algunos autores incluyen al clado Radiatopses como anterior a Lignophyta, por lo que pueden usarse dos esquemas:
1.- Lignophyta como clado hermano de Monilophyta:
|  | Pertica †                                                               |
|  |                                                                         |
|  | \| \| Progymnospermophyta † \| \| \| \| \| \| Spermatophyta \| \| \| \| |
|  |                                                                         |
|  | Progymnospermophyta †                                                   |
|  |                                                                         |
|  | Spermatophyta                                                           |
|  |                                                                         |

|  | Progymnospermophyta † |
|  |                       |
|  | Spermatophyta         |
|  |                       |

2.- La infradivisión Radiatopses (Kenrick & Crane 1997) como anterior a Lignophyta, definida como el clado en que el tejido vascular se desarrolla radiativamente desde el centro hacia afuera:
|            | Pertica †                                                               |
|            |                                                                         |
| Lignophyta | \| \| Progymnospermophyta † \| \| \| \| \| \| Spermatophyta \| \| \| \| |
|            | \| \| Progymnospermophyta † \| \| \| \| \| \| Spermatophyta \| \| \| \| |
|            | Progymnospermophyta †                                                   |
|            |                                                                         |
|            | Spermatophyta                                                           |
|            |                                                                         |

|  | Progymnospermophyta † |
|  |                       |
|  | Spermatophyta         |
|  |                       |